# 紫花芨芨草
紫花芨芨草（学名：Achnatherum purpurascens），为植物界禾本目禾本科芨芨草属下的一个植物种。其种加词“purpurascens”意为“有点紫色的”。
现接受名为狭穗针茅（Stipa regeliana Hack., 1884）。